# Zin Min Tun (Fußballspieler, 1993)
Zin Min Tun (birmanisch ဇင်မင်းထွန်း; * 12. Juni 1993 in Mandalay) ist ein myanmarischer Fußballspieler.

## Karriere

### Verein
Zin Min Tun stand von 2014 bis Ende 2016 beim Yadanarbon FC unter Vertrag. Der Verein aus Mandalay spielte in der ersten Liga des Landes, der Myanmar National League. 2014 und 2016 feierte er mit Yadanarbon die myanmarische Meisterschaft. 2015 wurde er Vizemeister.
2017 wechselte er zum Ligakonkurrenten Shan United. Mit dem Verein aus Taunggyi wurde er 2017, 2019 und 2020 myanmarischer Fußballmeister. Im Finale des General Aung San Shield stand er mit Shan im Jahr 2017. Das Endspiel gegen Yangon United gewann man mit 2:1. Das Finale 2019 verlor man gegen Yangon United im Elfmeterschießen. Den MFF Charity Cup gewann er mit Shan 2019 und 2020. Die beiden Spiele gewann man gegen Yangon United. 2019 gewann man im Elfmeterschießen, 2020 siegte man mit 2:1. 
Anfang 2023 wechselte er weiter zum Ligarivalen Hanthawaddy United und kam dort in der Saison 2023 auf elf Ligatreffer. Mitte 2024 ging Zin Min Tun dann für ein halbes Jahr zum Dagon FC, die in der Stadt Rangun beheimatet waren. Dort erzielte er in 17 Partien drei Tore, ehe der Stürmer im März 2025 einen Vertrag beim Zweitligisten Rakhine United unterzeichnete. 

### Nationalmannschaft
Zin Min Tun absolvierte von 2015 bis 2019 insgesamt zwölf Spiele für die myanmarischen A-Nationalmannschaft. Mit dem Team nahm an der Fußball-Südostasienmeisterschaft 2018 teil.

## Erfolge
Yadanarbon FC
- Myanmarischer Meister: 2014, 2016

Shan United
- Myanmarischer Meister: 2017, 2019, 2020
- Myanmarischer Superpokalsieger: 2019, 2020